# Любя и воюя
«Любя и воюя» (англ. In Love And War) — телефильм, основанный на реальных событиях.

## Сюжет
Офицер Военно-морского флота США Джеймс Стокдэйл оказывается в плену в Северном Вьетнаме. Несмотря на изоляцию, голод и насилие, призванные сломать волю пленных солдат, Джеймс вместе с другими старшими офицерами создаёт и сам возглавляет группу сопротивления во время своего содержания в тюрьме Хоало, которой они дали прозвище «Ханой Хилтон». На родине в США его жена Сибил, не теряя надежды, начинает вместе с остальными офицерскими жёнами собирать информацию, которая поможет им узнать о местонахождении их мужей и донести об этом миру.

## В ролях
- Джеймс Вудс — Джеймс Стокдэйл
- Джейн Александр — Сибил Стокдэйл
- Кончетта Томей — Дойен Салсиг
- Ричард МакКензи — Бороуз
- Джеймс Пакс — «Кролик»
- Хенг С. Нгор — майор Буи
- Джон Седар — Бад Салсиг
- Салли Клеин — Эллисон Деккер
- Стивен Дорфф — Стэн

## Награды и номинации
Список наград и номинаций приведён в соответствии с данными IMDb.

### Номинации
| Год  | Событие                 | Номинация                                         | Номинант    |
| ---- | ----------------------- | ------------------------------------------------- | ----------- |
| 1988 | Премия «Золотой глобус» | Лучшая мужская роль в мини-сериале или телефильме | Джеймс Вудс |